# Jean-Louis Thomas
Pour les articles homonymes, voir Thomas.
Jean-Louis Thomas est un homme politique français né le 4 janvier 1763 à Nancy (Meurthe-et-Moselle) et décédé à une date inconnue.
Administrateur à Saint-Dié pendant la Révolution, il est député des Vosges en 1815 pendant les Cent-Jours.

## Sources
- « Jean-Louis Thomas », dans Adolphe Robert et Gaston Cougny, Dictionnaire des parlementaires français, Edgar Bourloton, 1889-1891 [détail de l’édition]